# Jaguaripe
Jaguaripe é um município brasileiro do estado da Bahia. Sua população estimada em 2024 era de 18 300 habitantes.

## Topônimo

Do tupi: îagûara, onça, 'y, rio, e a posposição -pe. Os dois primeiros termos estão em relação genitiva, o que dá a ideia de origem, pertencimento, e enseja a inversão dos termos (conforme indicam as setas).

O topônimo "Jaguaripe" é oriundo do termo tupi îagûarype, que significa "no rio das onças" (îagûara, onça + 'y, rio + pe, em).

## História
Por volta do ano 1000, tribos tupis procedentes da Amazônia expulsaram os antigos habitantes da região do Recôncavo Baiano, falantes de línguas macro-jês, para o interior do continente. No século XVI, quando os primeiros europeus chegaram à região, ela era habitada pela tribo tupi dos tupinambás.
O início da colonização europeia da região data do início do século XVII. Jaguaripe surgiu durante a 3ª Governadoria-Geral do Brasil - a de Mem de Sá - 1558-1572. Para que fosse facilitado o trabalho jesuíta (a conselho do padre Manuel da Nóbrega), instituiu-se a política de juntar várias aldeias de diferentes silvícolas em missões próximas às vilas (era o chamado "descimento"). Este trabalho era dirigido por jesuítas, que asseguravam a educação cristã dos filhos da terra e os integravam à sociedade.
Com isto, surgiu a missão da Ilha de Itaparica, em 1560, sob a inspiração da Santa Cruz, criada pelo padre Pedro Lírio da Grã. Entre 1560 e 1568, apareceu uma grande epidemia de varíola que dizimou grande parte do centro. Então, os jesuítas resolveram transferir a aldeia de Santa Cruz com os índios ainda sadios para Jaguaripe, ou seja, para o local situado a duas léguas da foz do rio (onde hoje se encontra a cidade), até que findasse a peste.
Neste tempo, foi construída uma igrejinha, em torno da qual começaram a aparecer moradores que foram se fixando ali e formando o povoado que, mais tarde, se tornaria freguesia. A doação de sesmarias que obrigava os sesmeiros a cultivar a terra e construir engenhos influiu sobremaneira para o crescimento do povoado. A primeira beneficiária de sesmarias na região foi Ana Álvares, filha mais velha do Caramuru (sesmaria dada por Mem de Sá).
Inúmeras sesmarias foram doadas desde então e o povoado prosperou bastante até que, em 1613, o bispo dom Constantino Barradas denominou-o freguesia Nossa Senhora da Ajuda de Jaguaripe, depois de insistentes pedidos do capelão de Santo Amaro de Catu (hoje, Jiribatuba - Itaparica), padre Baltazar Marinho, que se tornou seu primeiro vigário. Por meio de carta régia, em 22 de maio de 1693 a freguesia tornou-se vila - a primeira do recôncavo - mas só foi instalada pelo governador-geral dom João de Lencastre em 15 de dezembro de 1697, sob o nome de Vila Nossa Senhora d'Ajuda de Jaguaripe.
A vila de Jaguaripe passou a ser a sede de uma vasta região, a qual, mais tarde, foi dividida pelas futuras vilas e cidades de Aratuípe, Nazaré, Maragojipe, Lage, São Miguel das Matas e Santo Antônio de Jesus.

## Galeria

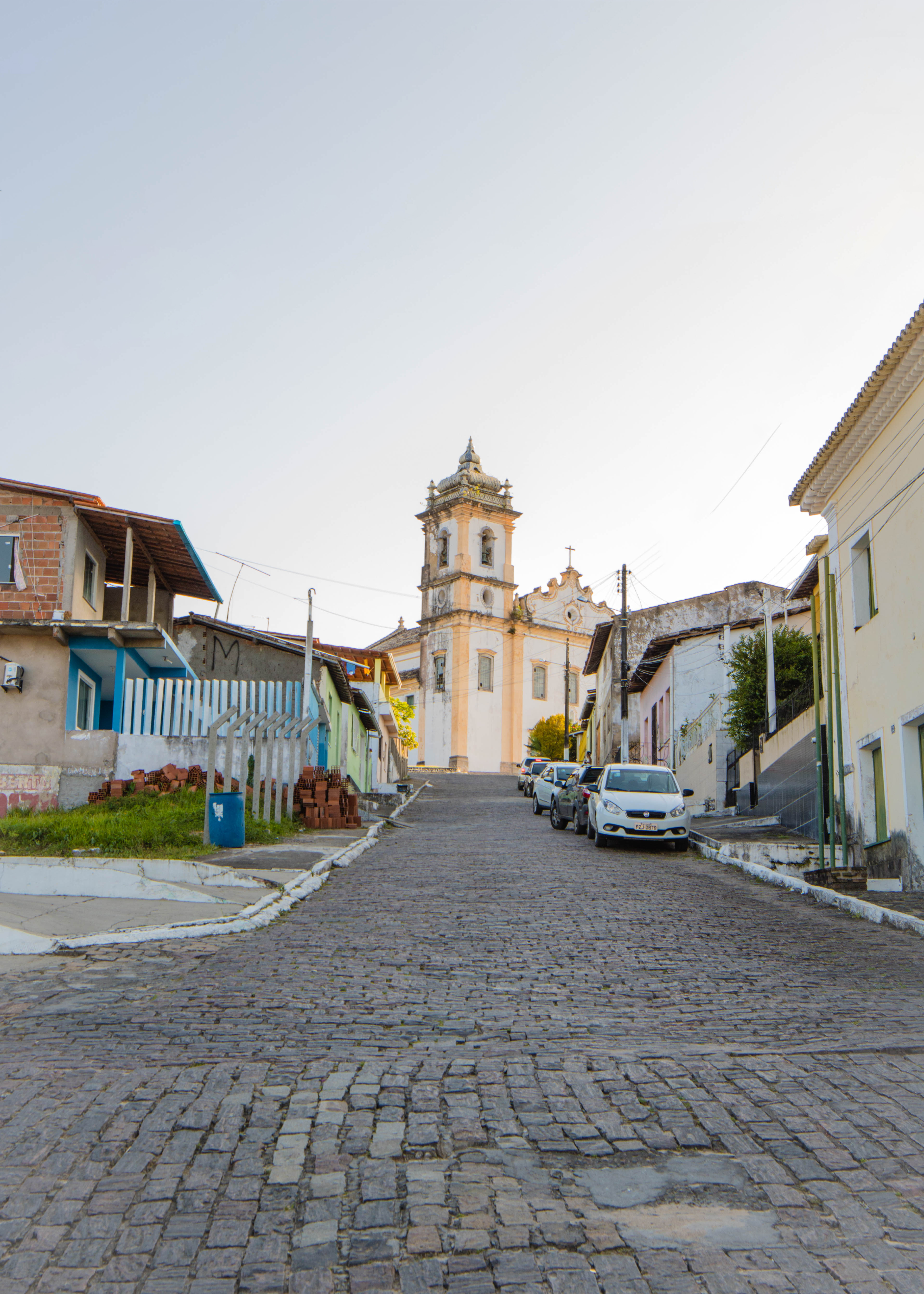
Ladeira
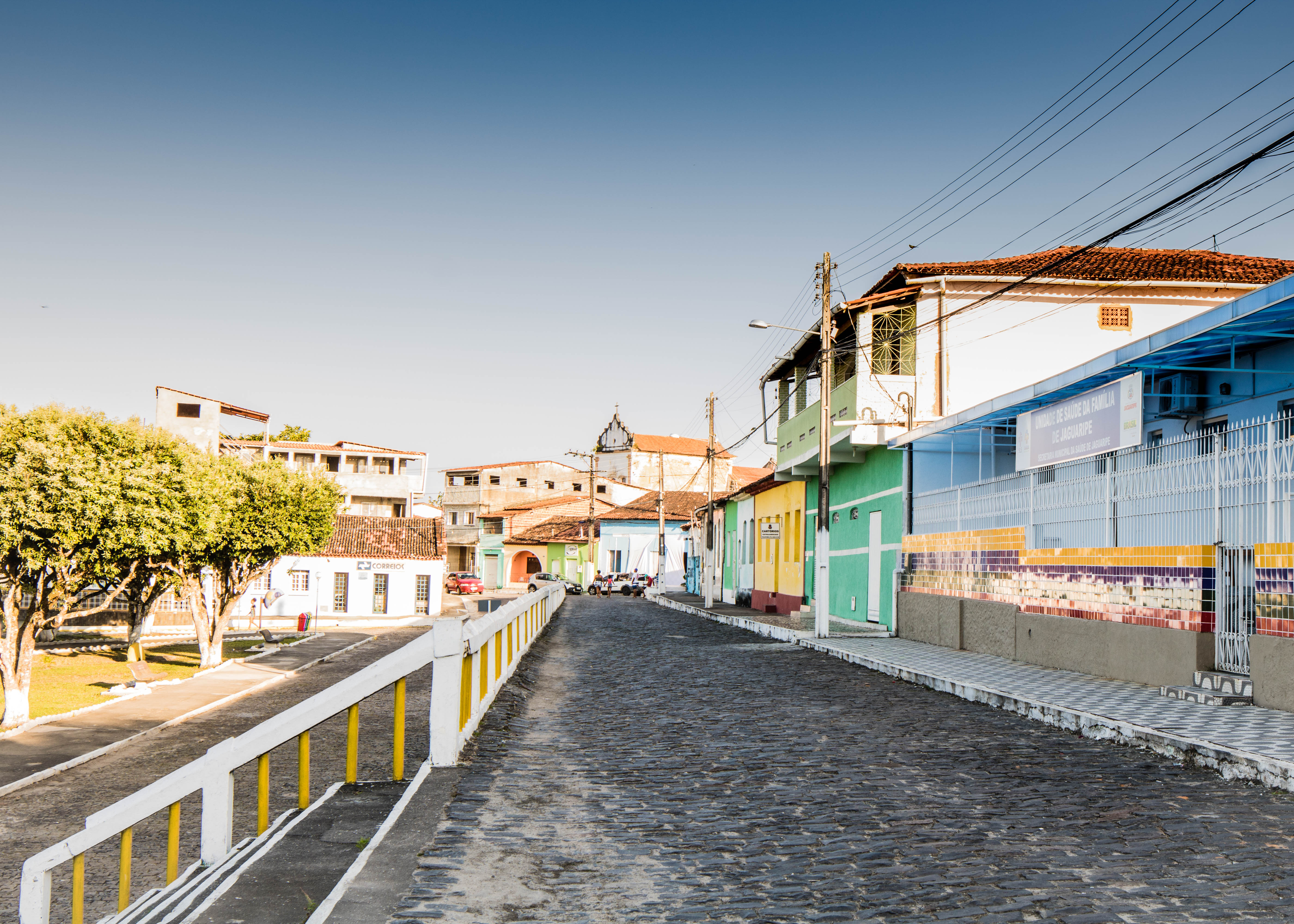
Praça da Bandeira
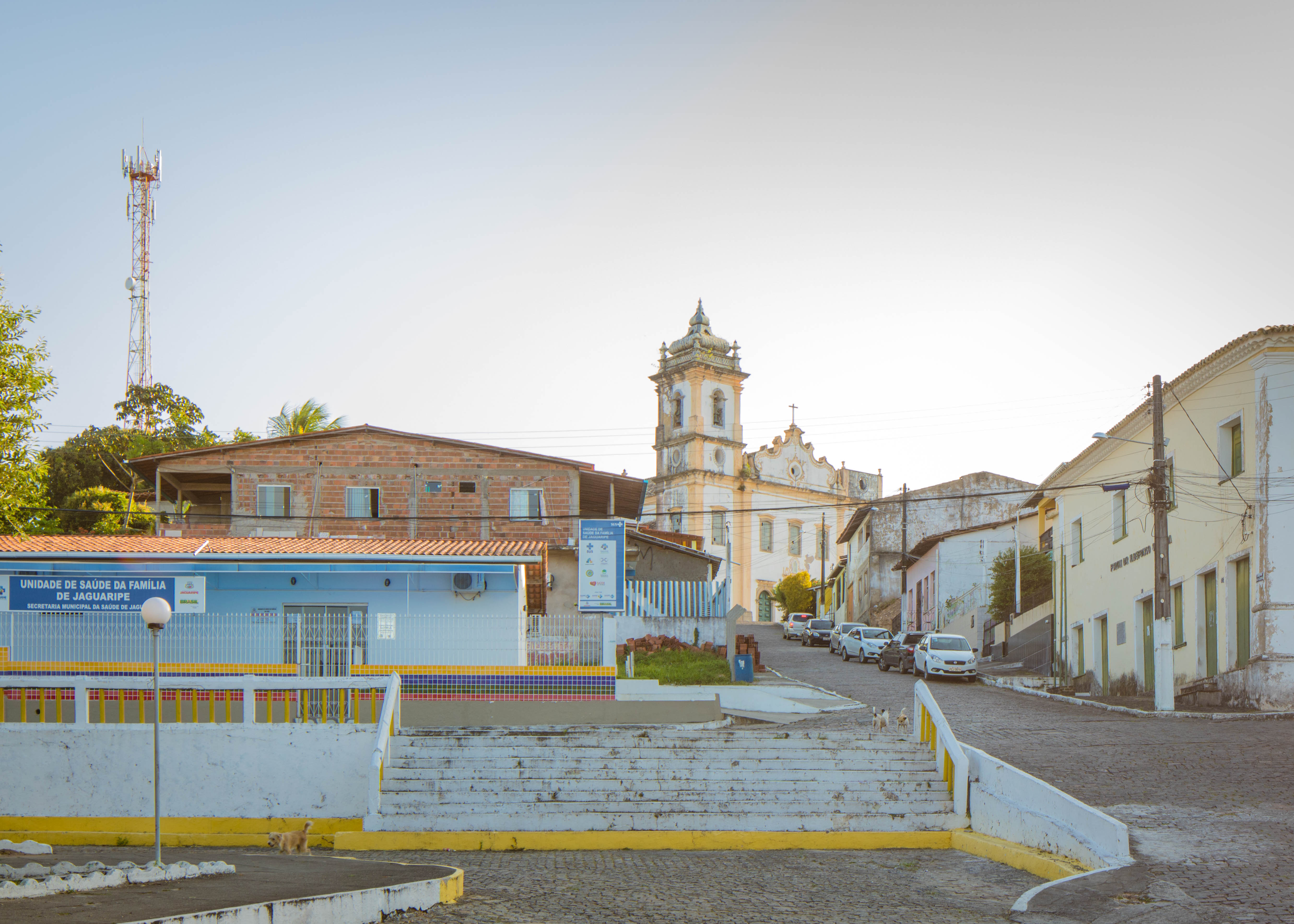
Praça da Bandeira
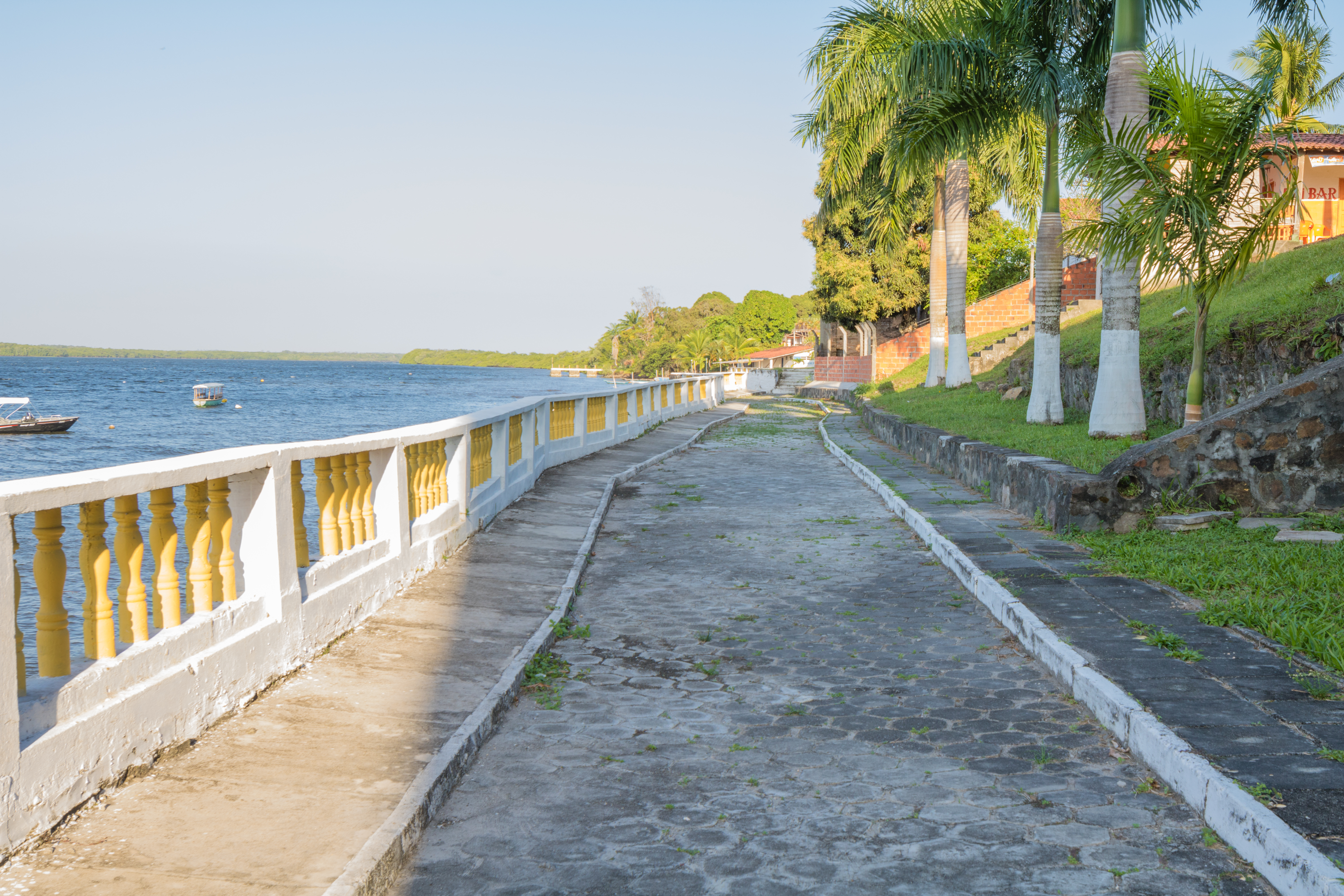
Passeio próximo ao Paço Municipal
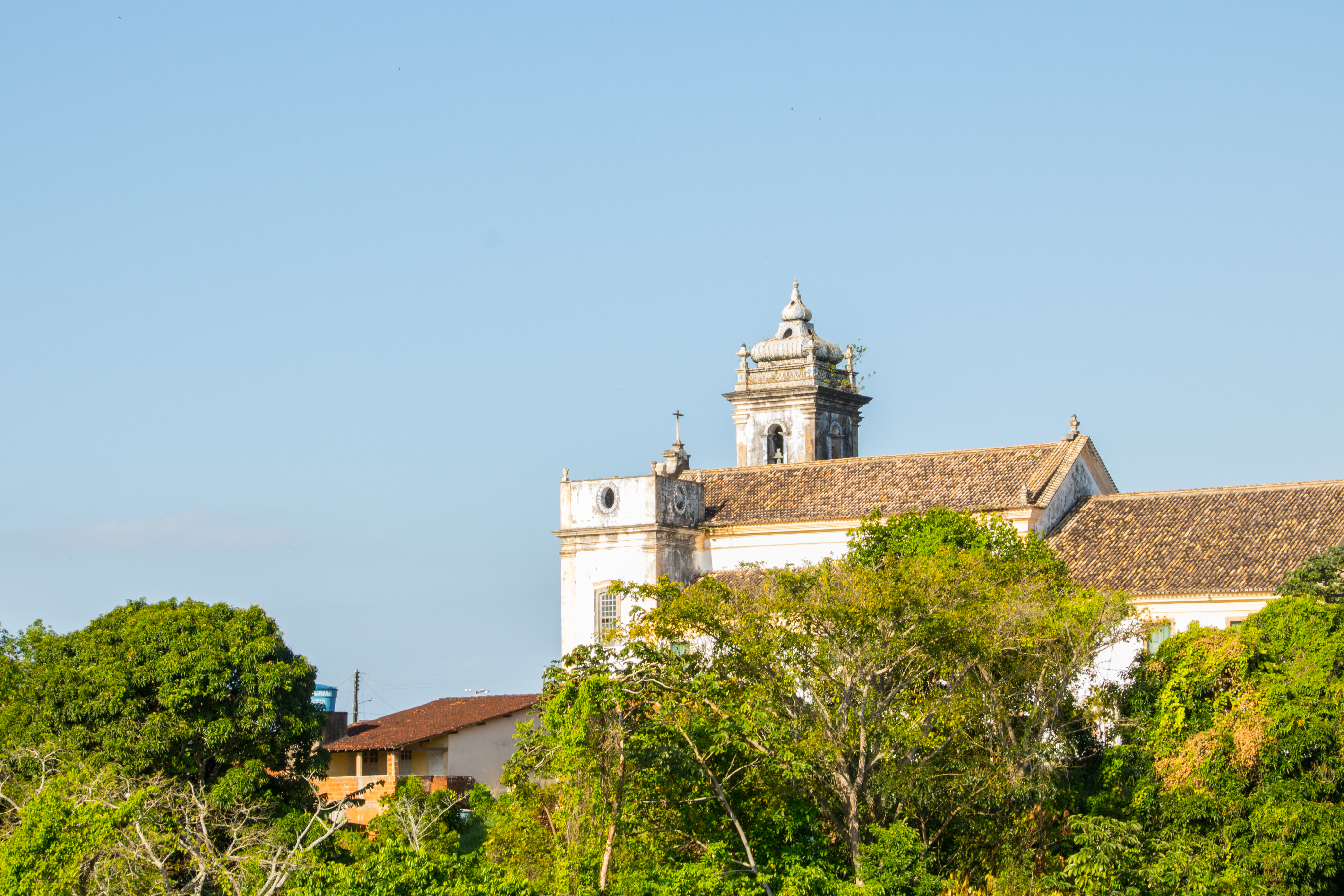
Igreja Matriz de Nossa Senhora d'Ajuda
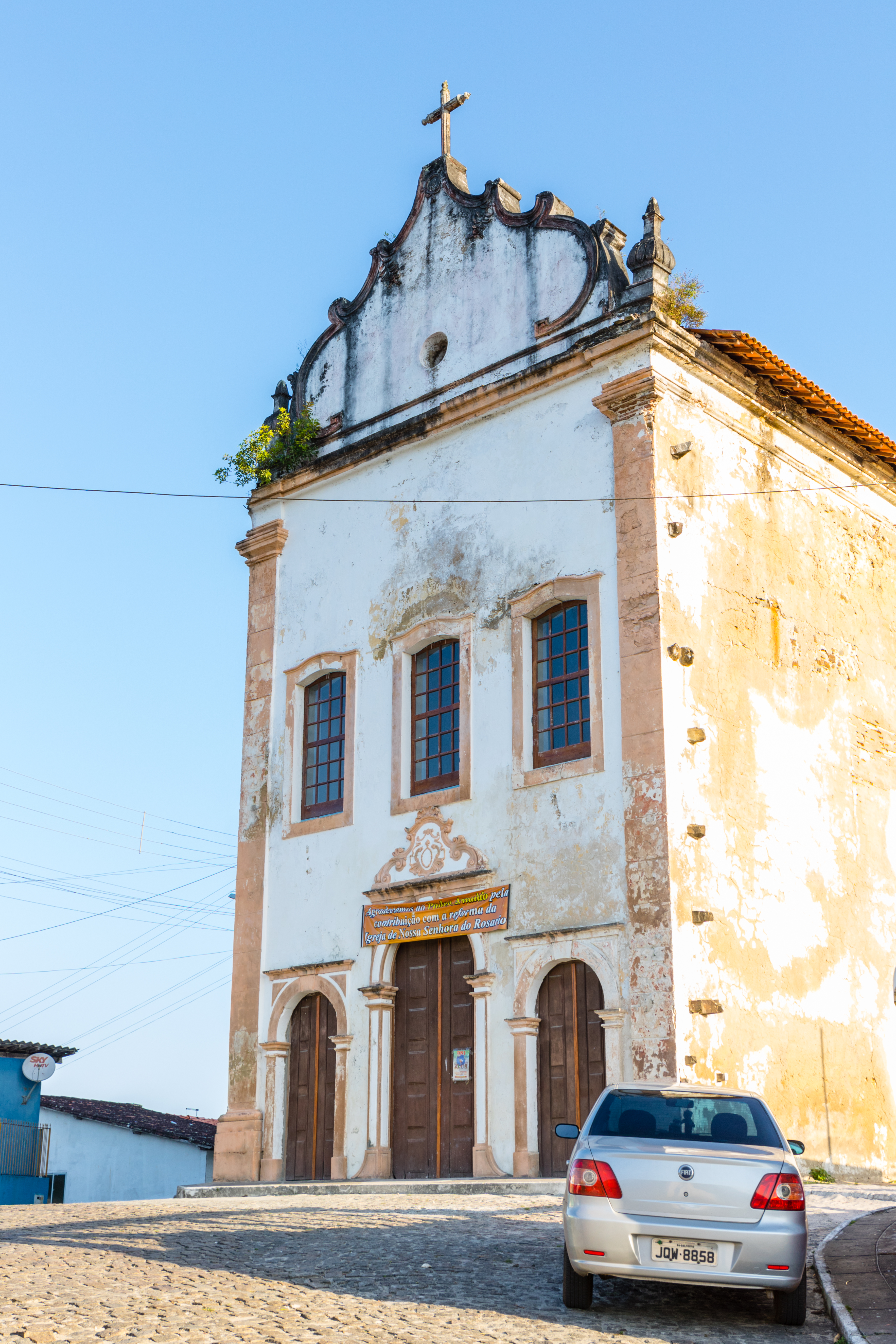
Igreja de Nossa Senhora do Rosário
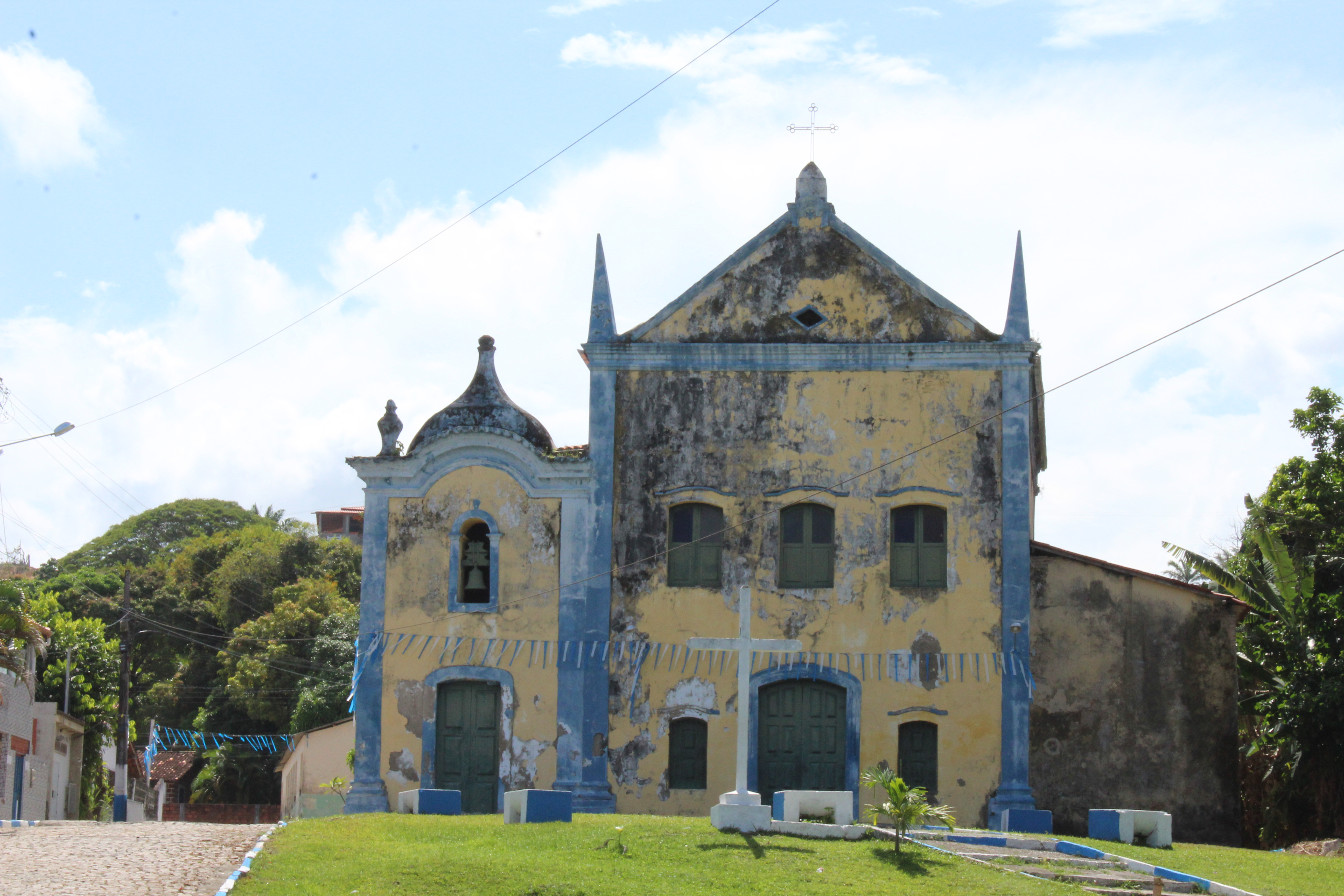
Igreja de Nossa Senhora da Madre de Deus
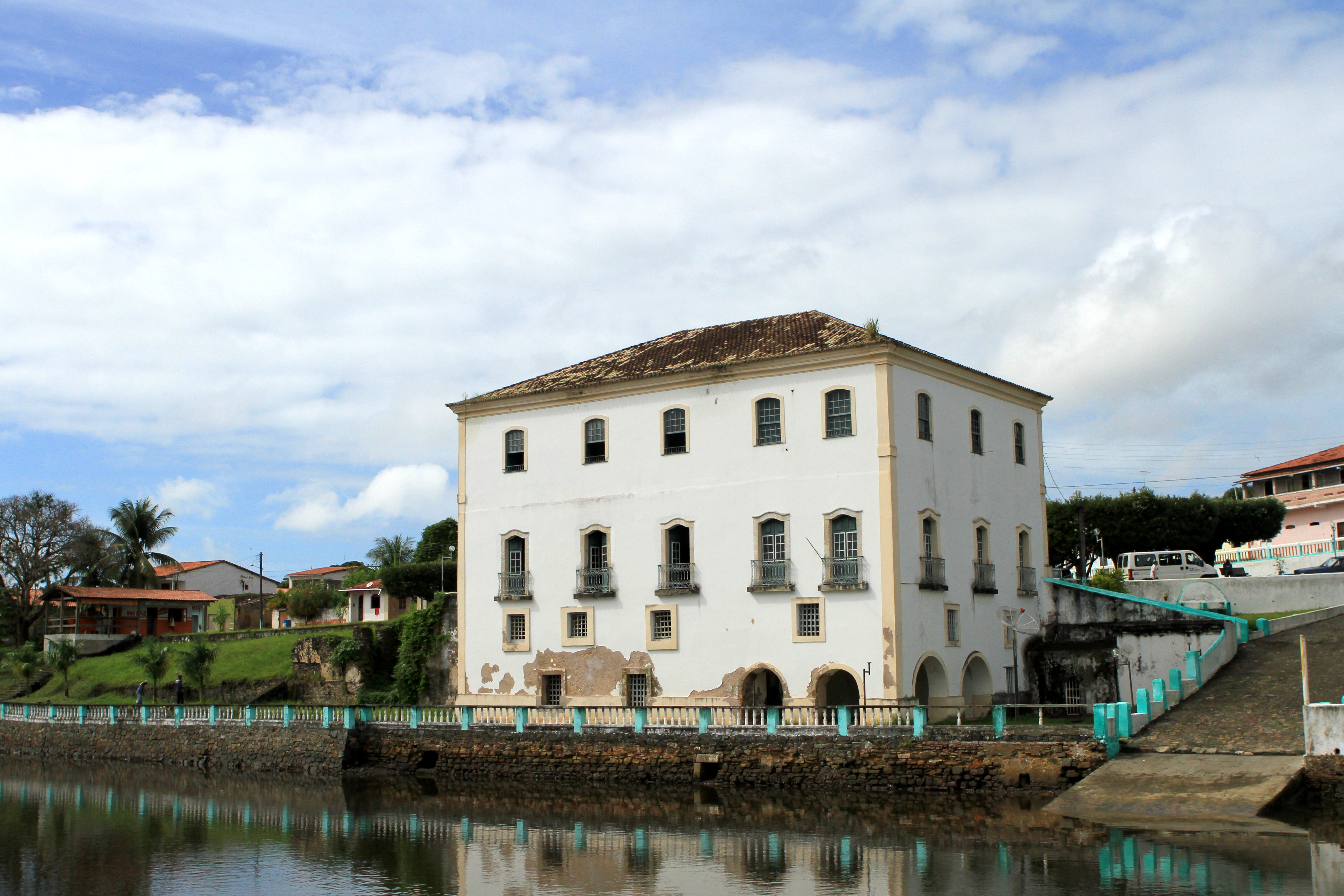
Paço Municipal
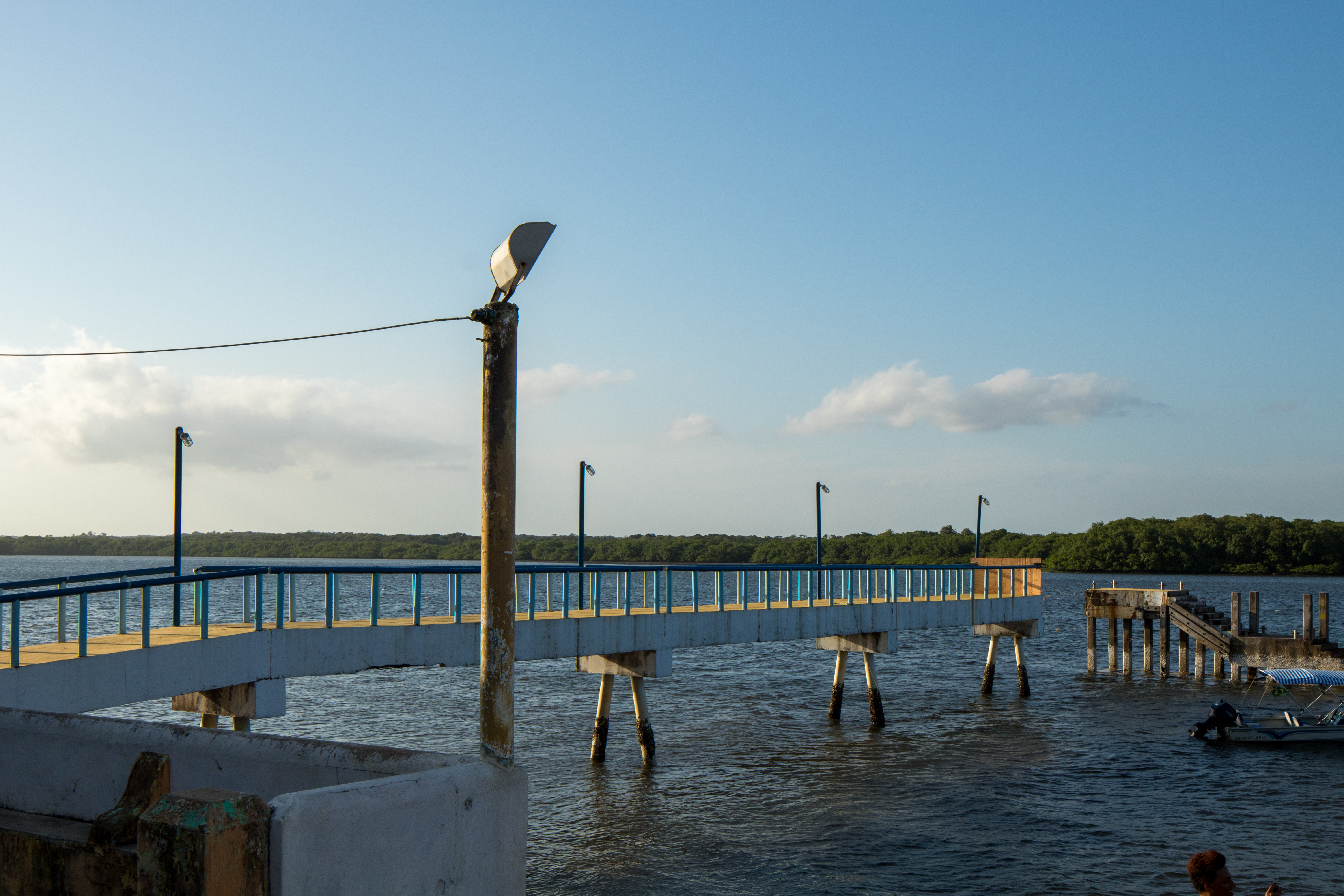
Terminal Hidroviário

## Praia
- Praia da Ponta do Garcês